# Live At Knebworth 1990
Live At Knebworth (también editado como Kebworth: The Album) es un álbum en directo de varios artistas que colaboraron para un evento de caridad, el cual tuvo lugar en los alrededores de Knebworth House, el 30 de junio de 1990. 
El 15 de noviembre de 1990, fue lanzado como álbum doble por Polydor.
Los artistas que participaron (premiados con el Silver Clef Award) son Pink Floyd, Phil Collins, Eric Clapton, Dire Straits, Elton John, Paul McCartney, Tears For Fears, Status Quo, Cliff Richard and The Shadows, Robert Plant, Jimmy Page y Genesis. 

## Lista de canciones

### Disco 1
1. Tears For Fears - Everybody Wants to Rule the World. 4:49.
2. Tears For Fears - Badman's Song. 11:24.
3. Status Quo - Dirty Water. 4:17.
4. Status Quo - Whatever You Want. 4:16.
5. Status Quo - Rockin' All Over the World. 4:06.
6. Cliff Richard & The Shadows - On the Beach. 2:29.
7. Cliff Richard & The Shadows - Do You Wanna Dance. 2:47.
8. Robert Plant - Hurting Kind. 5:04.
9. Robert Plant - Liars Dance. 3:52.
10. Robert Plant - Tall Cool One. 5:20.
11. Jimmy Page feat. Robert Plant - Wearing and Tearing. 6:15.
12. Genesis - Mama. 7:19.
13. Genesis - Medley: Turn It On Again / Somebody to Love / Satisfaction / Twist and Shout / Reach Out I'll Be There / You've Lost That Lovin' Feeling / Pinball Wizard / In the Midnight Hour / Turn It On Again (Reprise). 11:10.

### Disco 2
1. Phil Collins - Sussudio. 7:19.
2. Eric Clapton - Sunshine of Your Love. 11.48.
3. Dire Straits - Think I Love You Too Much. 6:05.
4. Elton John - Sad Songs (Say So Much). 5:31.
5. Elton John - Saturday Night's All Right (For Fighting). 4:56.
6. Paul McCartney - Coming Up. 4:55.
7. Paul McCartney - Hey Jude. 7:04.
8. Pink Floyd - Comfortably Numb. 8:57.
9. Pink Floyd - Run Like Hell. 7:00.

## Reediciones
El 23 de febrero de 2010, se lanzó una reedición de este álbum por la misma discográfica. En el año 2021, Pink Floyd lanzó un disco con el contenido completo de su actuación en este festival, con mismo título (Live At Knebworth 90).